# Chrysotachina purpurea
Chrysotachina purpurea är en tvåvingeart som beskrevs av Charles Howard Curran 1939. Chrysotachina purpurea ingår i släktet Chrysotachina och familjen parasitflugor. Inga underarter finns listade i Catalogue of Life.